# Zui quan
O Zui Quan (pinyin: Zuì Quán, palavras em Mandarim que significam "punhos embriagados") , popularmente chamado de Estilo do Punho Bêbado ou Boxe do Bêbado, é um dos estilos de wushu tradicional (Kung-Fu) em que imita os movimentos de um bêbado.
A postura do "Estilo do Punho Bêbado" são criadas pelo impulso e pelo peso do corpo, com fluidez nos movimentos. Considera-se estar entre os estilos mais difíceis de Wushu.
As técnicas de Zui Quan são baseadas na lenda dos Oito Bêbados Imortais. Cada uma das técnicas no boxe do bêbado demonstra um atributo de um dos Imortais. Os estilos de cada um dos Imortais são combinados para dar forma a uma luta bonita e eficaz.
Além do boxe bêbado, existem conjuntamente os estilos da espada bêbada, do bastão bêbado, do facão bêbada e da lança bêbada.
Nas artes marciais japonesas, o estilo do bêbado está presente da mesma forma, embora não muito comum e de formas diferentes, sendo chamado de Suiken (punhos bêbados), Suibo (bastão bêbado), Suichaku (nunchaku bêbado), entre outros. O Suiken é o estilo mais estranhado pelos ocidentais, pelo fato do indivíduo lutar realmente embriagado.
O estilo do bêbado já fora demostrado na mídia como nos filmes:
- Drunken Master (O Mestre Bêbado): estrelando Jackie Chan como o portador do Estilo bêbado que é chamado de Drunk Boxe ou Boxe Bêbado.
- Drunken Master 2 - O Mestre Invencível: também estrelando Jackie Chan.
- O Reino Proibido: também estrelando Jackie Chan como o portador do Zui Quan. Filme que marca o encontro de Jackie Chan e Jet Li, numa das mais belas lutas.
- O Destemido - 2010. Título Original: Su Qi-Er Origem: China
- Punho de Ferro (2017) - O personagem Zhou Cheng, que luta contra Danny Rand no oitavo episódio da primeira temporada
- Contudo, é usado por Lei Wulong de Tekken, Chuu de Yu Yu Hakusho, Chin Gentsai de The King of Fighters, Rock Lee de Naruto, Bo' Rai Cho da saga Mortal Kombat, Brad Wong da franquia Dead Or Alive, Bacchus de Fairy Tail, Shun Di de Virtua Fighter, por Jackie Chun de Dragon Ball, por Kannin Ryokuryu (Kannin Dragon) de Sekai Ninja Sen Jiraya, Hoshikawa Remi( Five Yellow) em Chkyu Sentai Fiveman e por Taikōbō de Hōshin Engi.